# Перемышльское княжество (удел Серпуховского)
Перемышльское княжество — удел Серпуховского княжества в 1410—1427 годах. Центр — город Перемышль Московский (ныне не существует).
По завещанию серпуховского князя Владимира Андреевича Храброго Перемышль получил его младший сын Василий Владимирович.
Василий Перемышльский умер вслед за остальными братьями во время моровой язвы 1426—1427 годов, после чего Василий Ярославич, единственный внук Владимира Храброго, объединил под своей властью весь Серпуховский удел.